# Joliot (cráter)
Joliot es un gran cráter de impacto que se encuentra en la cara oculta de la Luna, justo después del terminador oriental. En esta localización se halla en una región de la superficie que aparece a la vista durante las libraciones favorables, aunque solo se divisa lateralmente. Por lo tanto, para ver este cráter en detalle se debe hacer desde vehículos en órbita.
|  |

El cráter se encuentra en las franjas septentrionales de la región inundada de lava de la superficie asociada con el Mare Marginis al sur. El cráter Lomonosov se localiza justo al este-noreste, y Lyapunov está unido al borde occidental. También está unido al borde noroeste, también adyacente a Lyapunov, el cráter Rayleigh. Al sudoeste de Joliet aparece Hubble, y más al sur se encuentra Al-Biruni.
El borde exterior de Joliet está desgastado y algo desintegrado, particularmente en las secciones norte y sur, donde la pared externa consiste en poco más que crestas irregulares y pequeños cráteres. El borde está algo más intacto al este, y particularmente en el lado oeste, donde se apoya en las formaciones de cráteres adyacentes.
El suelo interior ha sido inundado en el pasado por lava basáltica, dejando una superficie relativamente aplanada que tiene un albedo más bajo que el terreno circundante, y por lo tanto aparece más oscuro. Partes del suelo han sido recubiertas por el sistema de marcas radiales del cráter más reciente Giordano Bruno, situado al noreste.
El suelo cubierto de lava contiene varios restos palimpsestos, siendo el más grande una formación alargada al oeste del punto medio. El cráter presenta una formación de pico central.

## Cráteres satélite

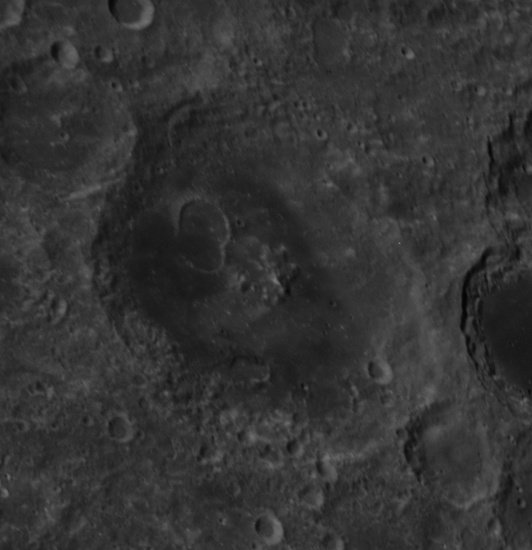
Fotografía de la misión Apolo 14

Por convención estos elementos son identificados en los mapas lunares poniendo la letra en el lado del punto medio del cráter que está más cercano a Joliot.
|        | \| Joliot \| Coordenadas \| Diámetro \| \| ------ \| ---------------------------- \| -------- \| \| P \| 22°12′N 91°54′E / 22.2, 91.9 \| 12 km \| |          |
| Joliot | Coordenadas | Diámetro |
| P      | 22°12′N 91°54′E / 22.2, 91.9 | 12 km    |